# 悉州
悉州（しつしゅう）は、中国にかつて存在した州。唐代に現在の四川省黒水県一帯に設置された。

## 概要
656年（顕慶元年）、生羌の首領の董系比射が唐に帰順して、悉唐県の地に悉州が置かれた。悉唐・左封・識臼の3県を管轄し、悉唐県に州治が置かれた。670年（咸亨元年）、左封県に州治を移した。677年（儀鳳2年）、羌が叛き、当州城内に州治が僑置された。まもなくもとの州治にもどった。686年（垂拱2年）、帰誠県が置かれた。689年（載初元年）、匪平川に州治を移した。742年（天宝元年）、悉州は帰誠郡と改称された。758年（乾元元年）、帰誠郡は悉州の称にもどされた。悉州は剣南道に属し、左封・帰誠の2県を管轄した。